# Klaus Bringmann
Klaus Karlwilli Bringmann (* 28. Mai 1936 in Bad Wildungen; † 14. Juli 2021) war ein deutscher Althistoriker.

## Leben und Wirken
Klaus Bringmann studierte von 1956 bis 1962 Geschichte, Klassische Philologie und Philosophie an der Philipps-Universität Marburg und der Ludwig-Maximilians-Universität München. Sein wichtigster Marburger Lehrer war Fritz Taeger. Nach Taegers Tod im August 1960 schloss Bringmann seine Dissertation über den antiken griechischen Redner Isokrates unter der Betreuung durch Karl Christ ab. Er wurde 1962 an der Universität Marburg promoviert und habilitierte sich 1969 ebenfalls an der Universität Marburg mit Untersuchungen zum späten Cicero im Fach Klassische Philologie. Seit 1971 lehrte Bringmann Klassische Philologie an der Philipps-Universität Marburg, bevor er auf Fürsprache von Alfred Heuß 1973 auf eine Professur für Alte Geschichte an der Technischen Hochschule Darmstadt berufen wurde. Von 1981 bis zu seiner Emeritierung im Jahre 2000 lehrte er als Professor für Alte Geschichte an der Johann Wolfgang Goethe-Universität Frankfurt am Main.
Bringmann war 1991/92 Dekan des Frankfurter Fachbereichs Geschichtswissenschaften. In den Jahren 1987/88 und 1993/94 war er Gastwissenschaftler am Institute for Advanced Study in Princeton. Bringmann war ab 1988 Mitglied des Deutschen Archäologischen Instituts. Er war von 1987 bis 2002 Mitglied der Kommission für Alte Geschichte und Epigraphik des Deutschen Archäologischen Instituts in München. Ihm wurde 2016 das Bundesverdienstkreuz am Bande verliehen.
Bringmanns fachliche Interessen waren außerordentlich breit; sie lagen bei der römischen Geschichte von der Republik bis zur Spätantike, bei der griechischen Geschichte des Hellenismus, bei der jüdischen Geschichte in hellenistischer und römischer Zeit sowie bei der Geschichte des Christentums im Römischen Reich. Er publizierte bis ins hohe Alter, so noch 2016 eine monographische Darstellung der frühgriechischen Geschichte. Daneben leitete er zusammen mit dem Professor für Klassische Archäologie Hans von Steuben das Projekt „Schenkungen hellenistischer Herrscher an griechische Städte und Heiligtümer“. Später war er einer der Leiter des interdisziplinären Forschungskollegs „Wissenskultur und gesellschaftlicher Wandel“.
Er war seit 1965 verheiratet und hatte drei Söhne.

## Schriften
Schriftenverzeichnis
- Klaus Bringmann: Ausgewählte Schriften (= Frankfurter althistorische Beiträge. Bd. 6). Herausgegeben von Jörn Kobes, Peter Scholz. Clauss, Frankfurt am Main 2001, ISBN 3-934040-03-9, S. 379–383.

Gesammelte Aufsätze
- Ausgewählte Schriften (= Frankfurter althistorische Beiträge. Bd. 6). Herausgegeben von Jörn Kobes, Peter Scholz. Clauss, Frankfurt am Main 2001, ISBN 3-934040-03-9.

Monographien
- Studien zu den politischen Ideen des Isokrates (= Hypomnemata. Untersuchungen zur Antike und zu ihrem Nachleben. Heft 14). Vandenhoeck & Ruprecht, Göttingen 1965.
- Untersuchungen zum späten Cicero (= Hypomnemata. Untersuchungen zur Antike und zu ihrem Nachleben. Heft 29). Vandenhoeck & Ruprecht, Göttingen 1971, ISBN 3-525-25120-3.
- Hellenistische Reform und Religionsverfolgung in Judäa. Eine Untersuchung zur jüdisch-hellenistischen Geschichte (175–163 v. Chr.) (= Abhandlungen der Akademie der Wissenschaften zu Göttingen, Philologisch-Historische Klasse. Folge 3, Band 132). Vandenhoeck & Ruprecht, Göttingen 1983, ISBN 3-525-82413-0.
- Römische Geschichte. Von den Anfängen bis zur Spätantike (= C. H. Beck Wissen. 2012). C. H. Beck, München 1995, ISBN 3-406-39377-2 (10., durchgesehene Auflage. Ebenda 2008, ISBN 978-3-406-44812-6).
- mit Walter Ameling und Barbara Schmidt-Dounas: Schenkungen hellenistischer Herrscher an griechische Städte und Heiligtümer. Teil I: Zeugnisse und Kommentare. Akademie-Verlag, Berlin 1995, ISBN 3-05-002274-4.
  - Italienische Ausgabe: Storia romana. Dalle origini alla tarda antichità (= Universale paperbacks Il Mulino. 339). Il Mulino, Bologna 1998, ISBN 88-15-06647-0.
- Schenkungen hellenistischer Herrscher an griechische Städte und Heiligtümer. Teil 2, Band 1: Geben und Nehmen. Monarchische Wohltätigkeit und Selbstdarstellung im Zeitalter des Hellenismus. Akademie-Verlag, Berlin 2000, ISBN 3-05-002830-0.
- Geschichte der römischen Republik. Von den Anfängen bis Augustus. C. H. Beck, München 2002, ISBN 3-406-49292-4 (Rezension von Manfred Clauss).
  - Englische Ausgabe: A History of the Roman Republic. Polity Press, Cambridge u. a. 2007, ISBN 978-0-7456-3371-8.
- mit Thomas Schäfer: Augustus und die Begründung des römischen Kaisertums (= Studienbücher Geschichte und Kultur der Alten Welt). Akademie-Verlag, Berlin 2002, ISBN 3-05-003054-2.
- Krise und Ende der römischen Republik (133–42 v. Chr.) (= Studienbücher Geschichte und Kultur der Alten Welt). Akademie-Verlag, Berlin 2003, ISBN 3-05-003450-5.
- Kaiser Julian. (Der letzte heidnische Herrscher) (= Gestalten der Antike). Primus-Verlag, Darmstadt 2004, ISBN 3-89678-516-8.
  - Spanische Ausgabe: Juliano. Herder Editorial, Barcelona 2006, ISBN 84-254-2427-5.
- Geschichte der Juden im Altertum. Vom babylonischen Exil bis zur arabischen Eroberung. Klett-Cotta, Stuttgart 2005, ISBN 3-608-94138-X.
- Augustus (= Gestalten der Antike). Primus-Verlag, Darmstadt 2007, ISBN 978-3-89678-605-0.
  - Spanische Ausgabe: Augusto, Herder Editorial: Barcelona 2008, ISBN 978-84-254-2533-2.
- Cicero (= Gestalten der Antike). Primus-Verlag, Darmstadt 2010, ISBN 978-3-89678-677-7.
- Im Schatten der Paläste. Geschichte des frühen Griechenlands. Beck, München 2016, ISBN 978-3-406-69716-6.
- Das Volk regiert sich selbst. Eine Geschichte der Demokratie. wbg Theiss, Darmstadt 2019, ISBN 978-3-8062-3872-3.

Herausgeberschaften
- mit Dirk Wiegandt: Augustus. Schriften, Reden und Aussprüche (= Texte zur Forschung. Bd. 91). Wissenschaftliche Buchgesellschaft, Darmstadt 2008, ISBN 978-3-534-19028-7.